# بيرسونا 2: إيناينسنت سين
بيرسونا 2: سِيّن أو بيرسونا 2 (بالإنجليزية: Persona 2)، هي الجزء الثاني من سلسلة بيرسونا، وهي لعبة فيديو يابانية، من تطوير ونشر شركة أتلس اليابانية، صدرت في الأسواق اليابانية فقط سنة 1999، وتم إعادة إصدار اللعبة سنة 2011، حيث تعمل اللعبة على منصتي بلاي ستيشن وبلاي ستيشن بورتبل.